# ザ・ハッカー
『ザ・ハッカー』（Track Down または Takedown）は、2000年のアメリカ合衆国のサスペンス映画。
監督はジョー・チャペル、出演はスキート・ウールリッチとラッセル・ウォンなど。
ジョン・マーコフと下村努による著作『テイクダウン―若き天才日本人学者vs超大物ハッカー』を原作とし、コンピューターハッカーのケビン・ミトニックを主人公にしている。映画冒頭ではこれが実際の事件を脚色した作品であると但し書きが入る。
下村本人がカメオ出演しており、ミトニックの友人が劇中の下村自身を野次る(heckler)場面で、そこに同席している人物という役である。
製作国である米国をはじめ、日本を含む多くの国では劇場公開されず、ビデオ（DVD）スルーされている。
日本では2000年9月8日にDVDが発売されている。

## ストーリー
仮釈放中のミトニックは、アイスブレーカーと名乗るハッカーから呼び出されて情報交換を持ちかけられる。相手はSAS（電話網アクセスサービス。SCTのFBI向け電話サービス）の情報と引き換えると言うが、ミトニックと友人アレックスは罠だと考える。ミトニックは別人に成りすまし、電話で製造者らを騙してシステムのデータを手に入れる。そうして次々に別人を装って相手を欺き、SAS直通番号も入手した。ミトニックはSASの接続画面をアイスブレーカーに見せるが、アイスブレーカーとは実はFBIの捜査官ランスであった。ランスが上司のロリンズ捜査官に事態を報告する電話もミトニックは盗聴していた。
2年後、新聞には、ジャーナリストのマーコフが書いた記事が掲載された。南カリフォルニアに潜伏するミトニックが携帯電話会社からデータなどを盗み続けていること、FBIの電話を盗聴し追跡を逃れていること。ミトニックの追跡にいっそう力を入れるFBI。物理学者の下村はハッカー対策の第一人者として「電子通信のプライバシー条例に関する連邦聴聞会」に呼ばれ、意見を述べる。このテレビ中継を見ていたミトニックは、下村に対し敵意を覚え、企業の社員に成りすまして勤務先の下村に電話をかけたが嘘を見破られる。ミトニックは下村の恋人の過去を調べ、匿名電話で下村をからかい、さらにサンディエゴSCCにあるサーバーから、下村の研究情報やメールをはじめ何千ものファイルを盗み出した。
ミトニックはファイルに含まれたデータの重要さに驚愕する。その中には下村がコンピュータウイルスのワクチンを作るために最初に作ったウイルスもあり、それはセキュリティを無効にし、電気や電話などのインフラ設備に侵入できる、国を支配できかねない物だった。暗号化されたそれをミトニックは解読しようと考える。また、ミトニックが潜伏する友人アレックスの自宅の捜査令状の要請が出たことも、ミトニックはFBIのメールを盗聴して知り、捜索が入る前に脱出する。さらにロサンゼルス水道電気局にアクセスし、捜索にあたったギブソン捜査官の家の水道や電気を止めてしまう。
下村の家の留守番電話（ボイスメール）に脅迫のメッセージが吹き込まれた。下村は同僚に事態を説明する。自宅のパソコン「オシリス」にあった重要なデータは残っている。「オシリス」が唯一接続しているセンターのサーバー「エリエル」の防御壁を破って侵入されている。侵入者が「オシリス」に入り込んでデータを探し回った形跡から、下村はミトニックが犯人と睨む。その頃ミトニックはギブソンら捜査官の写真を入手しようとしたが失敗し、すんでの所で追っ手を撒いた。ミトニックは飛行機でシアトルへ逃亡する。
下村は「コンピュータの悪用及び侵入に関する会議」に呼ばれ質問の矢面に立たされるが、ミトニックの友人らと共に傍聴席にいたアレックスから野次が飛ぶ。会場を退出した下村にギブソンが声をかけ、ミトニック逮捕の協力を求める。ハッカーの文化を理解したいと語るギブソンに「自分はハッカーだがミトニックはクラッカー」と答える下村。協力を断る下村に、離れたところからアレックスらがさらに野次を飛ばしてくる。脅迫電話の主がミトニックの友人の彼だったと聞かされた下村はミトニックとの対決を決意。下村とFBIとの共同捜査が始まった。

## キャスト
| 役名                                      | 俳優                         | 日本語吹替                                                                    |
| ----------------------------------------- | ---------------------------- | ----------------------------------------------------------------------------- |
| ケビン・ミトニック                        | スキート・ウールリッチ       | 森川智之                                                                      |
| 下村努                                    | ラッセル・ウォン             | 高橋広樹                                                                      |
| ジュリア                                  | アンジェラ・フェザーストーン | 百々麻子                                                                      |
| アレックス・ロウ                          | ドナル・ローグ               | 宇垣秀成                                                                      |
| ミッチ・ギブソン捜査官                    | クリス・マクドナルド         | 室園丈裕                                                                      |
| ブラッド                                  | マスター・P                  | 西村朋紘                                                                      |
| マッコイ・ロリンズ捜査官                  | トム・ベレンジャー           | 家中宏                                                                        |
| ランス・ピーターセン （アイスブレーカー） | ジェレミー・シスト           | 三木眞一郎                                                                    |
| カレン                                    | アマンダ・ピート             | 久保さゆり                                                                    |
| その他                                    |                              | 梶原由三子 山口由里子 丸山純路 上別府仁資 近藤隆 藤原泰浩 高田真吾 佐々木静香 |
| 日本語版制作スタッフ                      |                              |                                                                               |
| 演出                                      |                              | 本田保則                                                                      |
| 翻訳                                      |                              | 本田有紀子                                                                    |
| 調整                                      |                              | 渋江博之                                                                      |
| 収録                                      |                              | AMGスタジオ                                                                   |
| 制作                                      |                              | 中村嘉男 大地祐子                                                             |